# 豹紋刺鮨
豹紋刺鮨為輻鰭魚綱鱸形目鱸亞目鮨科的其中一種，分布於澳洲西部海域，棲息在近海礁石區，為底棲性魚類，屬肉食性，生活習性不明。

## 擴展閱讀
維基物種上的相關：豹紋刺鮨